# 伊娃·佩霍
伊娃·佩霍（英語：Eva Pigford，1984年10月30日—），美國模特兒和演員，她是全美超級模特兒新秀大賽第三季的冠軍。

## 個人生平
伊娃在美國洛杉磯出生。她在讀大學時的業餘時間也會做模特兒，她的朋友和家人常叫她作伊娃天后，這成為她的專有名稱。

## 個人事業
伊娃在電視劇“Kevin Hill”中客串六集和Rip the Runway: Fashion Music Fushion的節目主持人。伊娃的電影Premium和Crossover即將在大銀幕公映。而伊娃也在Jamie Foxx的歌曲“DJ Play A Love Song”的音樂錄影帶中任女主角。而她即將主演電視連續劇The Wedding Album。
伊娃比賽後繼續模特兒生涯，和模特兒公司Ford簽約，她出現在Women's Health and Fitness (2005年5月)，King magazine(2005年6月)，Cosmopolitan Magazine，IONA Magazine (2005年11月)和Essence的封面。她也為CoverGirl、In Touch Weekly Magazine、DKNY、UNleashed Magazine、Women's Health and Fitness Magazine、Star Magazine、ELLEgirl Magazine、三星、Essence Magazine、King Magazine、Applebottoms、Red by Marc Ecko、IONA Magazine和Lerner Catalog任模特兒。
她參與了的時裝展包括：the Marc Bouwer Fall 2005、ELLEgirl presents Dare To Be You: Wal-Mart Meets America's Next Top Models 2005、Deborah Lindquist Spring 2006、Naqada Spring 2006和8th Annual ‘Models Of Perfection’ Show 2006。

## 小資料
- 她現在居住在曼哈頓。伊娃在2005年曾和電視男星Henry Simmons約會[5]，但現在他們已經分手。
- 她是第一位全美超級模特兒新秀大賽身高低於五吋七吋的參賽者(她本人只有五尺六吋半)。

## 外部連結
- 官方网站
- 伊娃·佩霍在互联网电影资料库（IMDb）上的資料（英文）
- 伊娃的ANTM資料（页面存档备份，存于）
- Eva-the-Diva.com

| 前任： 柔愛娜·侯斯 | 全美超模新秀冠軍 第三季 | 繼任： 儷瑪·摩娜 |